# Konrad Hirsch
Konrad Emanuel Nikolaus Hirsch (ur. 19 maja 1900 w Eidskog, zm. 17 listopada 1924 w Surte) – piłkarz szwedzki grający na pozycji obrońcy. W swojej karierze rozegrał 2 mecze w reprezentacji Szwecji.

## Kariera klubowa
W swojej karierze piłkarskiej Hirsch grał w klubie GAIS z Göteborga.

## Kariera reprezentacyjna
W reprezentacji Szwecji Hirsch zadebiutował 18 maja 1924 roku w wygranym 5:1 towarzyskim meczu z Polską, rozegranym w Sztokholmie. W tym samym roku zdobył ze Szwecją brązowy medal na igrzyskach olimpijskich w Paryżu. W kadrze narodowej rozegrał 2 mecze, oba w 1924 roku.